# CrossCup de Hannut
La CrossCup de Hannut è una corsa campestre organizzata annualmente a gennaio o a febbraio ad Hannut, in Belgio. Alla gara, inclusa nel World Cross Country Tour di World Athletics, partecipano atleti provenienti dall'Europa e dall'Africa.

## Storia
Tipicamente organizzata per gennaio o febbraio, la gara venne per la prima volta predisposta nel 1941 comprendendo solamente la corsa per gli uomini. In questa prima edizione parteciparono diversi atleti belgi, tra cui Gaston Reiff e Marcel Vandewattyne. Negli anni cinquanta del XX secolo raggiunse un'importanza internazionale: in questo decennio vi parteciparono campioni olimpici come Derek Ibbotson, Gordon Pirie e Franjo Mihalić. Dominatori del Lotto Cross Cup de Hannut dei decenni successivi furono Gaston Roelants, Emiel Puttemans e Vincent Rousseau.
Nel 1977 venne introdotta la gara femminile. Essendo corsa dal 1941, il Lotto Cross Cup de Hannut è tra le più antiche corse campestri organizzate in Belgio. Dal 2000 è aumentata la partecipazione, e le vittorie, degli atleti etiopi a kenioti, sia nella corsa maschile che in quella femminile.
Il percorso della gara misura 10,5 km per la competizione maschile e 6,5 km per quella femminile, mentre è di 4,5 km la gara junior femminile. Sono anche presenti due gare destinati a ragazzi oltre che due memorial dedicati a due atleti belgi del passato, il "5 km Véronique Collard" per le atlete donne e il "10 km Leon Schots" per gli uomini. Il percorso del Lotto Cross Cup de Hannut si sviluppa su un circuito basato su tre giri: questo percorso si sviluppa intorno allo stadio Lucien Gustin.

## Albo d'oro
| Edizione                                                                      | Anno | Vincitore gara maschile | Tempo (m:s) | Vincitrice gara femminile | Tempo (m:s)   |
| ----------------------------------------------------------------------------- | ---- | ----------------------- | ----------- | ------------------------- | ------------- |
| I                                                                             | 1941 | P. Willems              |             | Non disputato             | Non disputato |
| II                                                                            | 1942 | Eduard Schroeven        |             | Non disputato             | Non disputato |
| III                                                                           | 1943 | Gaston Reiff            |             | Non disputato             | Non disputato |
| IV                                                                            | 1944 | Eduard Schroeven        |             | Non disputato             | Non disputato |
| Non disputata a causa della seconda guerra mondiale                           |      |                         |             | Non disputato             | Non disputato |
| V                                                                             | 1947 | Gaston Reiff            |             | Non disputato             | Non disputato |
| VI                                                                            | 1948 | Emile Renson            |             | Non disputato             | Non disputato |
| VII                                                                           | 1949 | Raphaël Pujazon         |             | Non disputato             | Non disputato |
| VIII                                                                          | 1950 | Lucien Theys            |             | Non disputato             | Non disputato |
| IX                                                                            | 1951 | Marcel Vandewattyne     | 34:02       | Non disputato             | Non disputato |
| XX                                                                            | 1952 | Marcel Vandewattyne     |             | Non disputato             | Non disputato |
| XI                                                                            | 1953 | Marcel Vandewattyne     |             | Non disputato             | Non disputato |
| XII                                                                           | 1954 | Ken Norris              |             | Non disputato             | Non disputato |
| XIII                                                                          | 1955 | Gordon Pirie            | 43:05       | Non disputato             | Non disputato |
| XIV                                                                           | 1956 | Derek Ibbotson          |             | Non disputato             | Non disputato |
| XV                                                                            | 1957 | Ken Norris              | 36:29       | Non disputato             | Non disputato |
| XVI                                                                           | 1958 | Franjo Mihalić          | 33:52.8     | Non disputato             | Non disputato |
| XVII                                                                          | 1959 | Marcel Vandewattyne     | 32:38       | Non disputato             | Non disputato |
| XVIII                                                                         | 1960 | Hedwig Leenaert         | 35:51       | Non disputato             | Non disputato |
| XIX                                                                           | 1961 | Rhadi Ben Abdesselam    | 39:27       | Non disputato             | Non disputato |
| XX                                                                            | 1962 | Gaston Roelants         | 37:48.2     | Non disputato             | Non disputato |
| XXI                                                                           | 1963 | Tim Johnston            | 32:07.7     | Non disputato             | Non disputato |
| XXII                                                                          | 1964 | Gaston Roelants         | 32:41.2     | Non disputato             | Non disputato |
| XXIII                                                                         | 1965 | Gaston Roelants         | 31:49.0     | Non disputato             | Non disputato |
| XXIV                                                                          | 1966 | Gaston Roelants         | 32:20       | Non disputato             | Non disputato |
| XXV                                                                           | 1967 | Gaston Roelants         | 26:38.4     | Non disputato             | Non disputato |
| XXVI                                                                          | 1968 | Lachlan Stewart         | 27:08       | Non disputato             | Non disputato |
| XXVII                                                                         | 1969 | Gaston Roelants         | 27:25       | Non disputato             | Non disputato |
| XXVIII                                                                        | 1970 | René Goris              | 26:56       | Non disputato             | Non disputato |
| XXIX                                                                          | 1971 | Willy Polleunis         |             | Non disputato             | Non disputato |
| XXX                                                                           | 1972 | Gaston Roelants         |             | Non disputato             | Non disputato |
| XXXI                                                                          | 1973 | Emiel Puttemans         | 24:10       | Non disputato             | Non disputato |
| XXXII                                                                         | 1974 | Emiel Puttemans         | 24:04       | Non disputato             | Non disputato |
| XXXIII                                                                        | 1975 | Emiel Puttemans         | 24:33       | Non disputato             | Non disputato |
| XXXIV                                                                         | 1976 | Eddy Van Mullem         | 28:13       | Non disputato             | Non disputato |
| XXXV                                                                          | 1977 | Detlef Uhlemann         | 21:22       | Sonja Castelein           |               |
| XXXVI                                                                         | 1978 | Valdur Koha             |             | ?                         |               |
| XXXVII                                                                        | 1979 | Alex Hagelsteens        |             | Lucienne Michaux          |               |
| XXXVIII                                                                       | 1980 | Fernando Mamede         | 26:23.3     | Maria Steels              |               |
| XXXIX                                                                         | 1981 | Léon Schots             |             | Veronique Collard         |               |
| XL                                                                            | 1982 | Jacques Boxberger       |             | ?                         |               |
| Nel 1983 non è stata disputata perché è stata spostata da novembre a febbraio |      |                         |             |                           |               |
| XLI                                                                           | 1984 | Eddy De Pauw            | 35:06.1     | Francine Peeters          |               |
| XLII                                                                          | 1985 | Nathaniel Muir          |             | Betty Van Steenbroeck     |               |
| XLIII                                                                         | 1986 | Vincent Rousseau        |             | Betty Van Steenbroeck     |               |
| XLIV                                                                          | 1987 | Roger Hackney           | 39:29       | Ria Van Landeghem         | 17:35         |
| XLV                                                                           | 1988 | Vincent Rousseau        |             | Veronique Collard         |               |
| XLVI                                                                          | 1989 | António Pinto           | 32:12       | Marleen Renders           | 21:06.0       |
| XLVII                                                                         | 1990 | Richard Nerurkar        | 33:39       | Veronique Collard         | 20:01         |
| XLVIII                                                                        | 1991 | Vincent Rousseau        |             | Marcianne Mukamurenzi     |               |
| XLIX                                                                          | 1992 | Vincent Rousseau        | 27:35       | Lieve Slegers             | 16:54         |
| L                                                                             | 1993 | Vincent Rousseau        |             | Ingrid Delagrange         |               |
| LI                                                                            | 1994 | Ruddy Walem             |             | Ingrid Delagrange         |               |
| LII                                                                           | 1995 | Laban Chege             |             | Selina Chirchir           |               |
| LIII                                                                          | 1996 | Benoît Zwierzchiewski   | 34:12       | Elena Fidatov             | 19:34         |
| LIV                                                                           | 1997 | Mohammed Mourhit        | 35:15       | Getenesh Urge             | 20:22         |
| LV                                                                            | 1998 | Mohammed Mourhit        | 29:56       | Elena Fidatov             | 18:38         |
| LVI                                                                           | 1999 | Ovidiu Tat              | 33:12       | Anja Smolders             | 18:45         |
| LVII                                                                          | 2000 | Tom Compernolle         | 33:44       | Veerle Dejaeghere         | 19:17         |
| LVIII                                                                         | 2001 | Tom Van Hooste          | 36:31       | Anja Smolders             | 19:29         |
| LIX                                                                           | 2002 | Shadrack Kosgei         | 36:49       | Liz Yelling               | 19:59         |
| LX                                                                            | 2003 | Shadrack Kosgei         | 37:56       | Lenah Cheruiyot           | 20:24         |
| LXI                                                                           | 2004 | Wilson Chemweno         | 35:15       | Teyba Erkesso             | 18:46         |
| LXII                                                                          | 2005 | Luke Kipkosgei          | 34:53       | Benita Johnson            | 18:34         |
| LXIII                                                                         | 2006 | Mike Kigen              | 32:51       | Girma Chaltu              | 17:49         |
| LXIV                                                                          | 2007 | Simon Arusei            | 35:11       | Florence Kiplagat         | 18:53         |
| LXV                                                                           | 2008 | Leonard Komon           | 33:42       | Linet Masai               | 18:09         |
| LXVI                                                                          | 2009 | Dino Sefir              | 32:57       | Margaret Muriuki          | 18:15         |
| LXVII                                                                         | 2010 | Onèsphore Nkunzimana    | 31:06       | Almensh Belete            | 19:25         |
| LXVIII                                                                        | 2011 | Atelaw Yeshetela        | 32:17       | Gemma Steel               | 19:58         |
| LXIX                                                                          | 2012 | Conseslus Kipruto       | 31:22       | Valentine Kipketer        | 21:17         |
| LXX                                                                           | 2013 | Aweke Ayalew            | 30:16       | Sofia Assefa              | 20:40         |
| LXXI                                                                          | 2014 | Titus Mbishei           | 26:43       | Birtukan Adamu            | 20:16         |
| LXXII                                                                         | 2015 | Dame Tasama             | 32:52       | Louise Carton             | 22:04         |
| LXXIII                                                                        | 2016 | Dame Tasama             | 28:27       | Birtukan Fente            | 18:53         |
| LXXIV                                                                         | 2017 | Andy Vernon             | 26:54       | Birtukan Adamu            | 20:17         |
| LXXV                                                                          | 2018 | Soufiane Bouchikhi      | 29:11       | Birtukan Adamu            | 22:02         |
| LXXVI                                                                         | 2019 | Thomas Ayeko            | 25:27       | Anna Gosk                 | 19:30         |
| LXXVII                                                                        | 2020 | Samwuel Fitwi           | 30:07       | Anna Gosk                 | 23:27         |
| Nel 2021 non è stata disputata causa Pandemia di Covid-19                     |      |                         |             |                           |               |
| LXXVIII                                                                       | 2022 | Samwuel Fitwi           | 28:51       | Peruth Chemutai           | 20:43         |
| LXXIX                                                                         | 2023 | Yann Shcrub             | 28:29       | Rahel Daniel              | 28:41         |
| LXXX                                                                          | 2024 | Yves Nimubona           | 28:29       | Edinah Jebitok            | 31:01         |
| LXXXI                                                                         | 2025 | Rogers Kibet            | 27:03       | Sheila Jebet              | 31:01         |